# Scooby-Doo au pays des pharaons
Série
Aloha, Scooby-Doo !
(2005) Scooby-Doo et le Triangle des Bermudes
(2006)
Pour plus de détails, voir Fiche technique et Distribution.
Scooby-Doo au Pays des Pharaons est un film d'animation américain réalisé par Joe Sichta et sorti en 2005. C'est le 9e vidéofilm de la franchise Scooby-Doo produite par Warner Bros.

## Synopsis
Lors d'une fouille archéologique en Égypte, Véra découvre le tombeau enfouie de Cléopâtre situé sous le sphinx de Gizeh. La malédiction interdit d'ouvrir le tombeau, sous peine de réveiller une armée de morts-vivants et de se faire transformer en statue.

## Fiche technique
- Titre original : Scooby Doo in Where's My Mummy ?
- Titre français : Scooby-Doo au Pays des Pharaons
- Réalisateur : Joe Sichta
- Scénario : George Doty IV, Ed Scharlach et Joe Sichta

- Sociétés de production : Hanna-Barbera, Warner Bros. Family Entertainment, Warner Bros. Animation
- Sociétés de distribution : Kidtoon Films (en) (en salles), Warner Home Video
- Musique : Thomas Chase Jones
- Pays d'origine :  États-Unis
- Langue originale : anglais
- Format : couleurs - son Dolby Digital DTS
- Genre : Animation, aventure et comédie horrifique
- Durée : 74 minutes
- Année de sortie : 2005

## Distribution

### Voix originales
- Frank Welker : Scooby-Doo / Fred Jones
- Casey Kasem : Sammy Rogers
- Grey DeLisle : Daphné Blake
- Mindy Cohn : Véra Dinkley / Natasha
- Ajay Naidu : Prince Omar Karam
- Christine Baranski : Amélia Von Butch
- Oded Fehr : Amahl Ali Akbar
- Ron Perlman : Armin Granger, Hotep
- Wynton Marsalis : Campbell
- Jeremy Piven : Rock Rivers
- Virginia Madsen : Cléopatre

### Voix françaises
- Éric Missoffe : Scooby-Doo / Sammy Rogers
- Mathias Kozlowski : Fred Jones
- Joëlle Guigui : Daphné Blake
- Caroline Pascal : Véra Dinkley
- Emmanuel Curtil : prince Omar
- Brigitte Virtudes : Amélia Von Butch
- Pascale Vital : Cléopâtre
- Frédéric Norbert : Hotep
- Cédric Dumond : Rock Rovers